# Universitat Nacional Major de San Marcos
La Universitat Nacional Major de San Marcos (en castellà: Universidad Nacional Mayor de San Marcos, UNMSM) és la universitat pública més important del Perú, i la més antiga d'Amèrica.
Va ser fundada el 1551, amb el nom Real y Pontificia Universidad de la Ciudad de los Reyes de Lima. És la universitat pública més important del Perú, i la més antiga d'Amèrica.

## Galeria

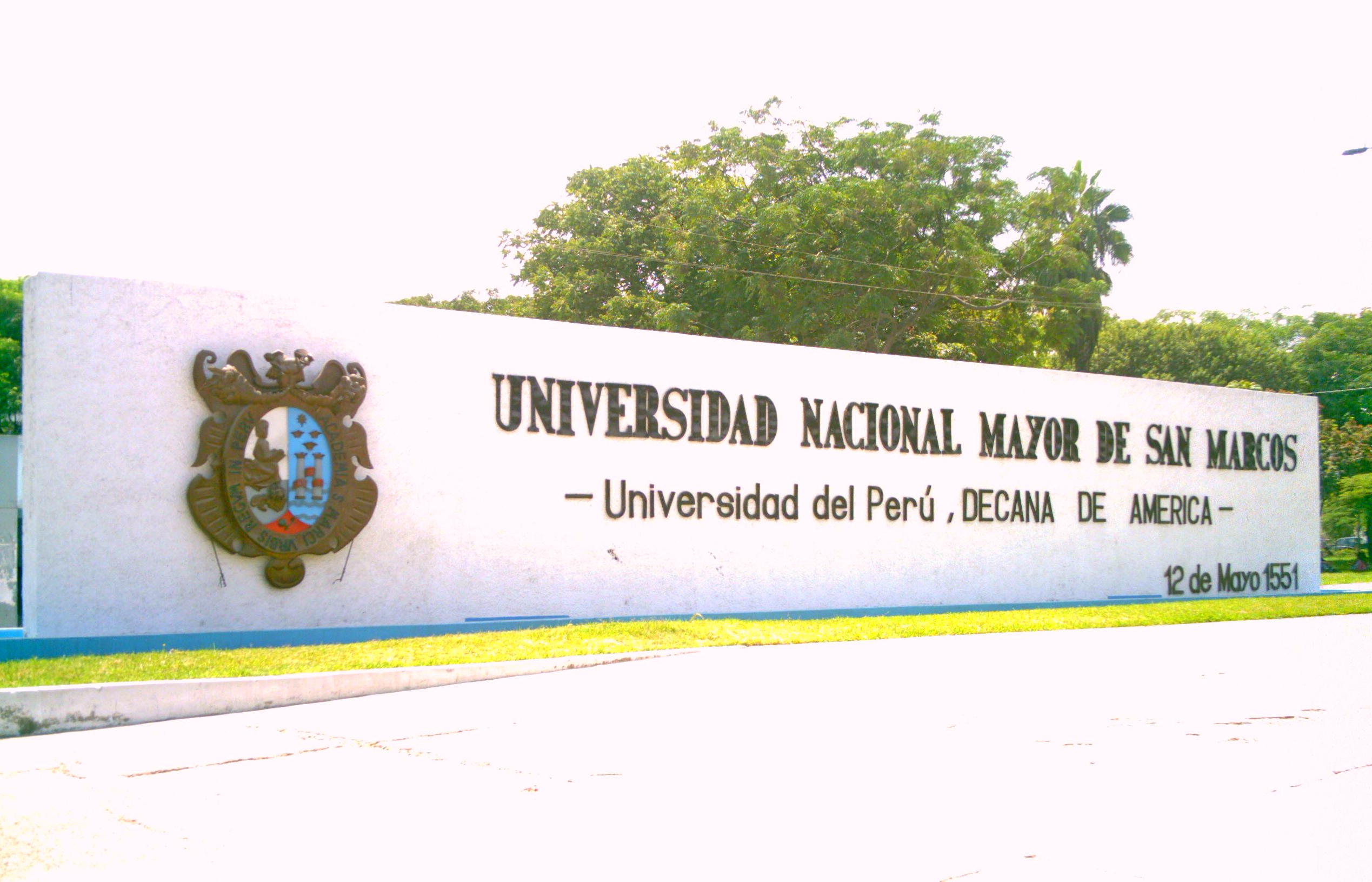
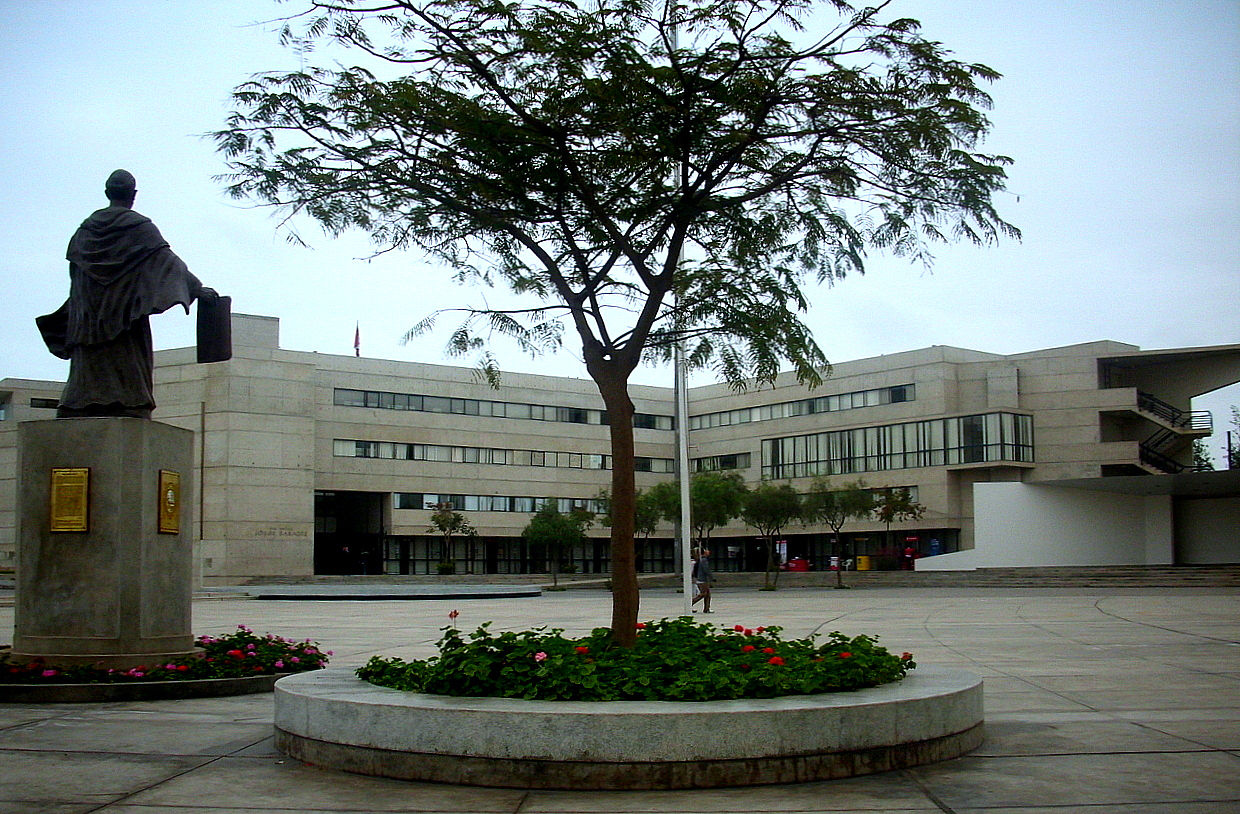
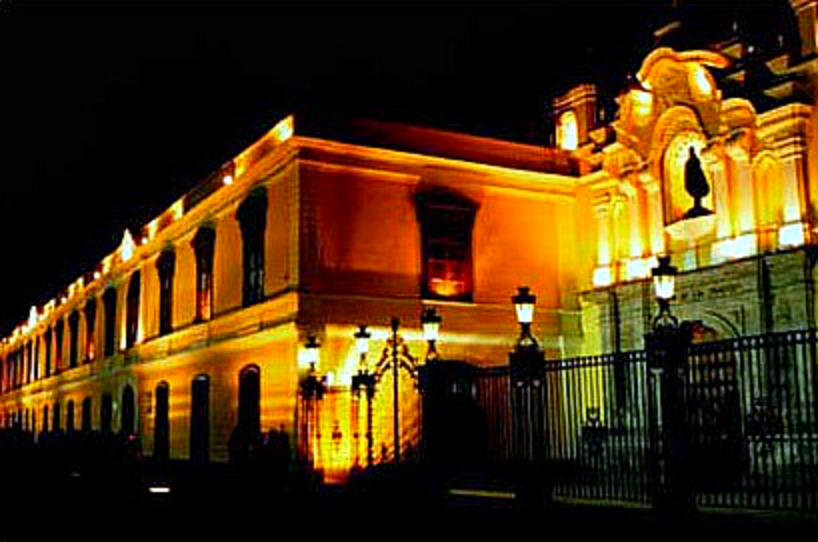

## Alumnes i personal destacat
- Santiago Antúnez de Mayolo
- José María Arguedas
- Jorge Basadre
- Alfredo Bryce Echenique
- Daniel Alcides Carrión
- Honorio Delgado
- Alan García
- Gustavo Gutiérrez
- Víctor Raúl Haya de la Torre
- Cayetano Heredia
- Antonio Hervias
- Luis Alberto Sánchez
- Julio C. Tello
- Hipólito Unanue
- Abraham Valdelomar
- César Vallejo
- Mario Vargas Llosa
- Federico Villarreal
- Saturnino Paredes